# Deep Silver
Deep Silver är ett österrikiskt datorspelsförlag med säte i Höfen, Österrike. Det grundades 2002 som en division av medieföretaget Plaion som sedan 2018 ägs av Embracer Group. 
Deep Silver har publicerat och medpublicerat stora speltitlar, och har gett ut mer än 200 spel sedan 2003. Dessa inkluderar Dead Island, Metro-serien, Killer Is Dead och Saints Row IV.

## Spel
| År   | Titel                                    | Medförlag                  | Format | Format | Format | Format | Format  | Format | Format |
| År   | Titel                                    | Medförlag                  | DS/3DS | PS3    | Wii    | X360   | Windows | OS X   | Linux  |
| ---- | ---------------------------------------- | -------------------------- | ------ | ------ | ------ | ------ | ------- | ------ | ------ |
| 2006 | Anno 1701                                | Sunflowers                 | Nej    | Nej    | Nej    | Nej    | Ja      | Nej    | Nej    |
| 2009 | Astrology DS                             | i.u.                       | Ja     | Nej    | Nej    | Nej    | Nej     | Nej    | Nej    |
| 2010 | Back to the Future: The Game             | Telltale                   | Nej    | Ja     | Ja     | Nej    | Ja      | Ja     | Nej    |
| 2006 | Birth of America                         | Strategy First             | Nej    | Nej    | Nej    | Nej    | Ja      | Nej    | Nej    |
| 2011 | Cartoon Network: Punch Time Explosion    | Crave                      | Ja     | Ja     | Ja     | Ja     | Nej     | Nej    | Nej    |
| 2012 | Cartoon Network: Punch Time Explosion XL | Crave                      | Ja     | Ja     | Ja     | Ja     | Nej     | Nej    | Nej    |
| 2011 | Catherine                                | Atlus                      | Nej    | Ja     | Nej    | Ja     | Nej     | Nej    | Nej    |
| 2006 | City Life                                | cdv, Focus                 | Ja     | Nej    | Nej    | Nej    | Ja      | Nej    | Nej    |
| 2008 | CrossworDS                               | Nintendo                   | Ja     | Nej    | Nej    | Nej    | Nej     | Nej    | Nej    |
| 2009 | Cursed Mountain                          | i.u.                       | Nej    | Nej    | Ja     | Nej    | Ja      | Nej    | Nej    |
| 2005 | Dawn of Magic                            | 1C, Atari                  | Nej    | Nej    | Nej    | Nej    | Ja      | Nej    | Nej    |
| 2011 | Dead Island                              | i.u.                       | Nej    | Ja     | Nej    | Ja     | Ja      | Nej    | Nej    |
| 2013 | Dead Island: Riptide                     | i.u.                       | Nej    | Ja     | Nej    | Ja     | Ja      | Nej    | Nej    |
| 2005 | Earth 2160                               | Zuxxez, Midway, TopWare    | Nej    | Nej    | Nej    | Nej    | Ja      | Nej    | Nej    |
| 2010 | Emergency 2012                           | i.u.                       | Nej    | Nej    | Nej    | Nej    | Ja      | Nej    | Nej    |
| 2012 | Emergency 2013                           | i.u.                       | Nej    | Nej    | Nej    | Nej    | Ja      | Nej    | Nej    |
| 2009 | Fritz Chess                              | i.u.                       | Ja     | Ja     | Ja     | Nej    | Nej     | Nej    | Nej    |
| 2006 | Gothic 3                                 | Aspyr, JoWood              | Nej    | Nej    | Nej    | Nej    | Ja      | Nej    | Nej    |
| 2008 | Horse Life                               | i.u.                       | Ja     | Nej    | Ja     | Nej    | Nej     | Nej    | Nej    |
| 2013 | Killer is Dead                           | Kadokawa, Xseed, Sony Asia | Nej    | Ja     | Nej    | Ja     | Ja      | Nej    | Nej    |
| 2010 | Lost Horizon                             | i.u.                       | Nej    | Nej    | Nej    | Nej    | Ja      | Nej    | Nej    |
| 2006 | Mage Knight: Apocalypse                  | Namco                      | Nej    | Nej    | Nej    | Nej    | Ja      | Nej    | Nej    |
| 2010 | Metro 2033                               | i.u.                       | Nej    | Nej    | Nej    | Ja     | Ja      | Nej    | Nej    |
| 2013 | Metro: Last Light                        | i.u.                       | Nej    | Ja     | Nej    | Ja     | Ja      | Ja     | Ja     |
| 2010 | nail'd                                   | i.u.                       | Nej    | Ja     | Nej    | Ja     | Ja      | Nej    | Nej    |
| 2014 | NASCAR '14                               | Eutechnyx                  | Nej    | Ja     | Nej    | Ja     | Ja      | Nej    | Nej    |
| 2005 | Neuro Hunter                             | i.u.                       | Nej    | Nej    | Nej    | Nej    | Ja      | Nej    | Nej    |
| 2006 | ParaWorld                                | Sunflowers                 | Nej    | Nej    | Nej    | Nej    | Ja      | Nej    | Nej    |
| 2010 | Prison Break: The Conspiracy             | i.u.                       | Nej    | Ja     | Nej    | Ja     | Ja      | Nej    | Nej    |
| 2008 | Professor Heinz Wolff's Gravity          | i.u.                       | Ja     | Nej    | Ja     | Nej    | Ja      | Nej    | Nej    |
| 2008 | Rhodan: Myth of the Illochim             | i.u.                       | Nej    | Nej    | Nej    | Nej    | Ja      | Nej    | Nej    |
| 2013 | Ride to Hell: Retribution                | i.u.                       | Nej    | Ja     | Nej    | Ja     | Ja      | Nej    | Nej    |
| 2009 | Risen                                    | i.u.                       | Nej    | Nej    | Nej    | Ja     | Ja      | Nej    | Nej    |
| 2012 | Risen 2: Dark Waters                     | Ubisoft                    | Nej    | Ja     | Nej    | Ja     | Ja      | Nej    | Nej    |
| 2006 | Rush for Berlin                          | Paradox                    | Nej    | Nej    | Nej    | Nej    | Ja      | Nej    | Nej    |
| 2008 | Sacred 2: Fallen Angel                   | cdv                        | Nej    | Ja     | Nej    | Ja     | Ja      | Nej    | Nej    |
| 2014 | Sacred 3                                 | i.u.                       | Nej    | Ja     | Nej    | Ja     | Ja      | Nej    | Nej    |
| 2013 | Saints Row IV                            | i.u.                       | Nej    | Ja     | Nej    | Ja     | Ja      | Nej    | Nej    |
| 2006 | Secret Files: Tunguska                   | Dreamcatcher, Adventure    | Ja     | Nej    | Ja     | Nej    | Ja      | Nej    | Nej    |
| 2009 | Secret Files 2: Puritas Cordis           | i.u.                       | Ja     | Nej    | Ja     | Nej    | Ja      | Nej    | Nej    |
| 2004 | Singles: Flirt Up Your Life              | i.u.                       | Nej    | Nej    | Nej    | Nej    | Ja      | Nej    | Nej    |
| 2005 | Singles 2: Triple Trouble                | i.u.                       | Nej    | Nej    | Nej    | Nej    | Ja      | Nej    | Nej    |
| 2006 | Spellforce 2                             | JoWood, Dreamcatcher       | Nej    | Nej    | Nej    | Nej    | Ja      | Nej    | Nej    |
| 2008 | S.T.A.L.K.E.R.: Clear Sky                | i.u.                       | Nej    | Nej    | Nej    | Nej    | Ja      | Nej    | Nej    |
| 2004 | The Fall: Last Days of Gaia              | i.u.                       | Nej    | Nej    | Nej    | Nej    | Ja      | Nej    | Nej    |
| 2006 | The Guild 2                              | JoWood                     | Nej    | Nej    | Nej    | Nej    | Ja      | Nej    | Nej    |
| 2006 | The Hustle: Detroit Streets              | Activision                 | Nej    | Ja     | Nej    | Ja     | Nej     | Nej    | Nej    |
| 2010 | The X Factor                             | i.u.                       | Nej    | Ja     | Ja     | Ja     | Nej     | Nej    | Nej    |
| 2006 | TrackMania United                        | Buka, Enlight, Valve       | Nej    | Nej    | Nej    | Nej    | Ja      | Nej    | Nej    |
| 2006 | War On Terror                            | i.u.                       | Nej    | Nej    | Nej    | Nej    | Ja      | Nej    | Nej    |
| 2006 | Warhammer: Mark of Chaos                 | Namco                      | Nej    | Nej    | Nej    | Nej    | Ja      | Nej    | Nej    |
| 2008 | Warhammer: Battle March                  | Namco                      | Nej    | Nej    | Nej    | Ja     | Ja      | Nej    | Nej    |
| 2006 | Wildlife Park 2                          | B-Alive                    | Nej    | Nej    | Nej    | Nej    | Ja      | Nej    | Nej    |
| 2007 | Wildlife Park 2: Crazy Zoo               | B-Alive                    | Nej    | Nej    | Nej    | Nej    | Ja      | Nej    | Nej    |
| 2007 | Wildlife Park 2: Marine World            | B-Alive                    | Nej    | Nej    | Nej    | Nej    | Ja      | Nej    | Nej    |
| 2008 | WSC Real 08: World Snooker Championship  | i.u.                       | Nej    | Ja     | Ja     | Ja     | Ja      | Nej    | Nej    |
| 2003 | X2: The Threat                           | Enlight                    | Nej    | Nej    | Nej    | Nej    | Ja      | Ja     | Ja     |
| 2005 | X3: Reunion                              | Enlight                    | Nej    | Nej    | Nej    | Nej    | Ja      | Ja     | Ja     |
| 2008 | X3: Terran Conflict                      | Interactive Gaming         | Nej    | Nej    | Nej    | Nej    | Ja      | Ja     | Ja     |
| 2011 | X3: Albion Prelude                       | i.u.                       | Nej    | Nej    | Nej    | Nej    | Ja      | Ja     | Ja     |
| 2013 | X Rebirth                                | i.u.                       | Nej    | Nej    | Nej    | Nej    | Ja      | Nej    | Ja     |
| 2013 | Secret Files: Sam Peters                 | Animation Arts             | Nej    | Nej    | Nej    | Nej    | i.u.    | Nej    | i.u.   |